# ベネット・サルヴァトーレ
ベネット・サルヴァトーレ (Bennett Salvatore, 1950年1月9日 - ) は、NBAのレフェリー (審判員)。アメリカ合衆国コネチカット州スタンフォード出身。1988-89シーズンより現在に至るまでNBAでレフェリーを務めている。"背番号は15番"。2012-2013シーズン終了時で、レギュラーシーズンで、1400試合以上、プレーオフで160試合以上、ファイナルでは20試合の経験がある。

## 経歴
サルヴァトーレは、ハイスクールでは、フットボールと野球の選手であった。フットボールではクォーターバックとして活躍し、1967年オールアメリカに選ばれている。